# Serge Klarsfeld

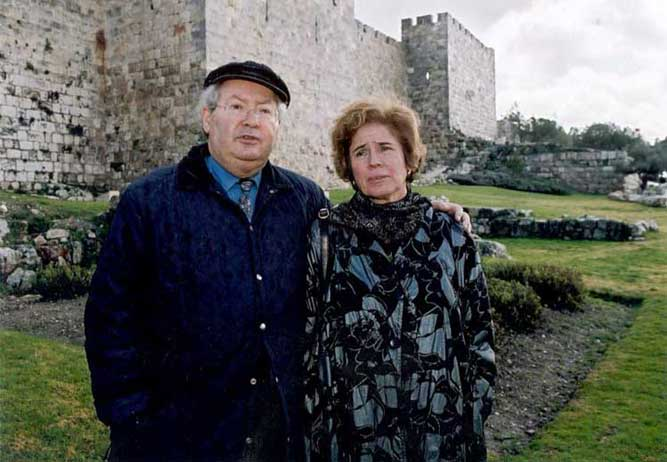
Serge och Beate Klarsfeld i Jerusalem 2007.

Serge Klarsfeld, född 17 september 1935 i Bukarest, är en fransk historiker och författare. Han blev känd för sitt engagemang i spaningen och jakten på nazistiska krigsförbrytare. Tillsammans med sin hustru Beate Klarsfeld har han uppmärksammat många förbisedda nazistiska gärningsmän, bland andra Kurt Lischka, Alois Brunner, Klaus Barbie, Ernst Ehlers och Kurt Asche.